# CITY FOOTBALL ACADEMY
CITY FOOTBALL ACADEMY（シティ フットボール アカデミー）は、栃木県栃木市にあり、学校法人栃木シティ学園が運営するサッカー専門学校である。

## 概要
全学科2年制で「栃木シティ」とフットサルクラブ「しながわシティ
」の育成組織という位置づけ。
講師は実際にプロでの現場経験があり、各学科のページには目指せる資格が具体的に記載されている。敷地及び校舎は廃校となった旧栃木市立小野寺北小学校の土地・建物のものを市から譲渡され再利用している。
他にも、日々のトレーニングや実習は校舎グラウンドのほか、LUXPERIOR FOOTBALL PARK、CITY FOOTBALL STATIONも利用。これらの施設は栃木シティFCのトップチームも使用しており、常にトップチームと隣り合わせの環境でトレーニングや実習を行うことを特徴としている。
どの学科も実際の試合運営の中で実践的に学ぶ点に特徴があり、講師陣も日本サッカー協会指導者ライセンスを保持したコーチ陣や、フットボールビジネスで経験豊富な講師陣、元プロサッカー選手など多様に分かれている。

## 各学科

### プロフットボール学科
JFA公認指導者ライセンスを保持したコーチ陣の指導の下で、栃木シティU-25またはシティフットボールアカデミー（仮称）に登録してプロ契約の可能性もある。

### フットボールビジネス学科
栃木シティFCやしながわシティ
の試合運営を通じて、プロスポーツの興行について学ぶ。また、他のJリーグクラブやFリーグクラブへのインターンシップも積極的に行い、さまざまなカテゴリーの試合運営を学ぶ事も可。

### マネージャー・ホペイロ学科
チーム・選手をサポートするマネージャー(主務・副務）やスパイク・ユニフォーム等の管理を行うホペイロ（用具係）の育成。栃木シティFCやしながわシティ等に帯同して、遠征スケジュールの管理や用具管理等幅広く学び、即戦力として通用する力を身につける。